# Mike Wengren

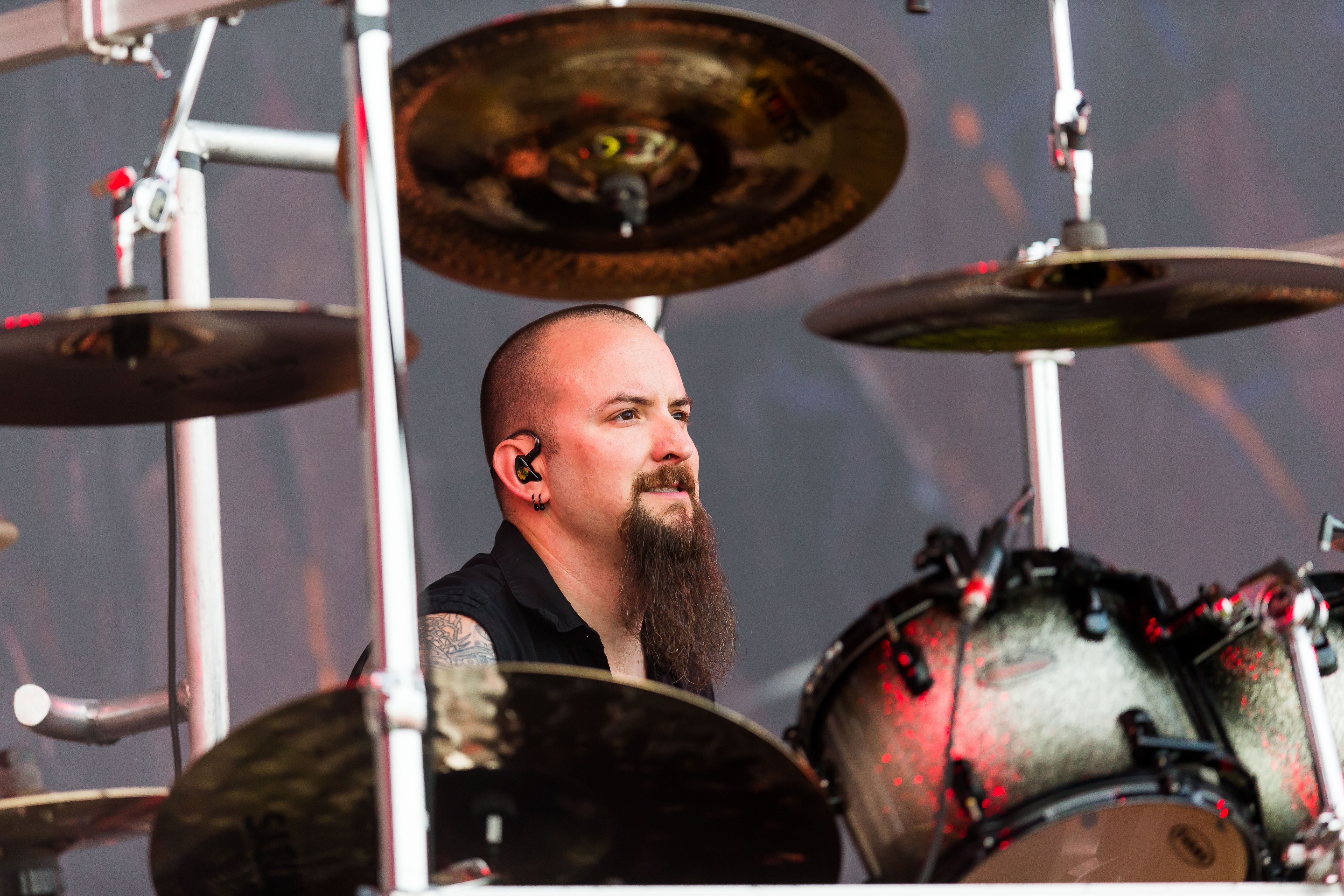
Mike Wengren live 2016

Michael Warren Wengren (* 3. September 1971 in Chicago) ist ein US-amerikanischer Schlagzeuger. Er ist Mitglied der Metal-Bands Disturbed und Fight or Flight.

## Werdegang
Mike Wengren wuchs in Chicago auf und begann im Alter von zehn Jahren mit dem Schlagzeugspielen; erst mit 15 Jahren nahm er die Sache ernster. Im Jahre 1994 gehörte Wengren zu den Gründungsmitgliedern der Band Brawl, die sich nach dem Einstieg des Sängers David Draiman im Jahre 1996 in Disturbed umbenannte. Mit Disturbed veröffentlichte Wengren sieben Studioalben und verkaufte mehr als 15 Millionen Tonträger. Disturbed wurden zweimal für einen Grammy und einmal für einen Echo nominiert.
Im Jahre 2009 nahm Wengren zusammen mit anderen Musikern den Benefizsong A Song for Chi auf für den Deftones-Bassisten Chi Cheng, der nach einem Autounfall im Jahre 2008 im Koma lag.
Nachdem die Band Disturbed im Jahre 2011 eine Pause einlegten gründete Wengren zusammen mit dem Disturbed-Gitarristen Dan Donegan und dem Evans-Blue-Sänger Dan Chandler die Band Fight or Flight, die zwei Jahre später ihr erstes und bislang einziges Studioalbum A Life by Design? veröffentlichten.
Mike Wengren ist verheiratet und hat zwei Kinder. Er lebt mit seiner Familie in Milwaukee.

## Diskografie
| mit Disturbed siehe auch Disturbed/Diskografie | mit Fight or Flight - 2013: A Life by Design? | Sonstige - 2009: A Song for Chi |